# Agromyza phragmitidis
Agromyza phragmitidis este o specie de muște din genul Agromyza, familia Agromyzidae, descrisă de Friedrich Georg Hendel în anul 1922. Conform Catalogue of Life specia Agromyza phragmitidis nu are subspecii cunoscute.